# Oxycnemis yuma
Oxycnemis yuma là một loài bướm đêm trong họ Noctuidae.